# Sényi Imre (kézilabdázó)
Sényi Imre Péter (Győr, 1945. június 28. – Budapest, XIX. kerület, 2022. július 19.) magyar kézilabdázó, edző.

## Pályafutása
1967 és 1976 között a Elektromos kézilabdázója volt. Három bajnoki címet szerzett a csapattal. 1974-ben a TFTI-n edző oklevelet szerzett. 

## Sikerei, díjai
Elektromos
- Magyar bajnokság
  - bajnok (3): 1969, 1970, 1971
  - 2.: 1968
  - 3.: 1972
- Magyar Népköztársasági Kupa (MNK)
  - 3.: 1969, 1972